# 나카지마 사카에

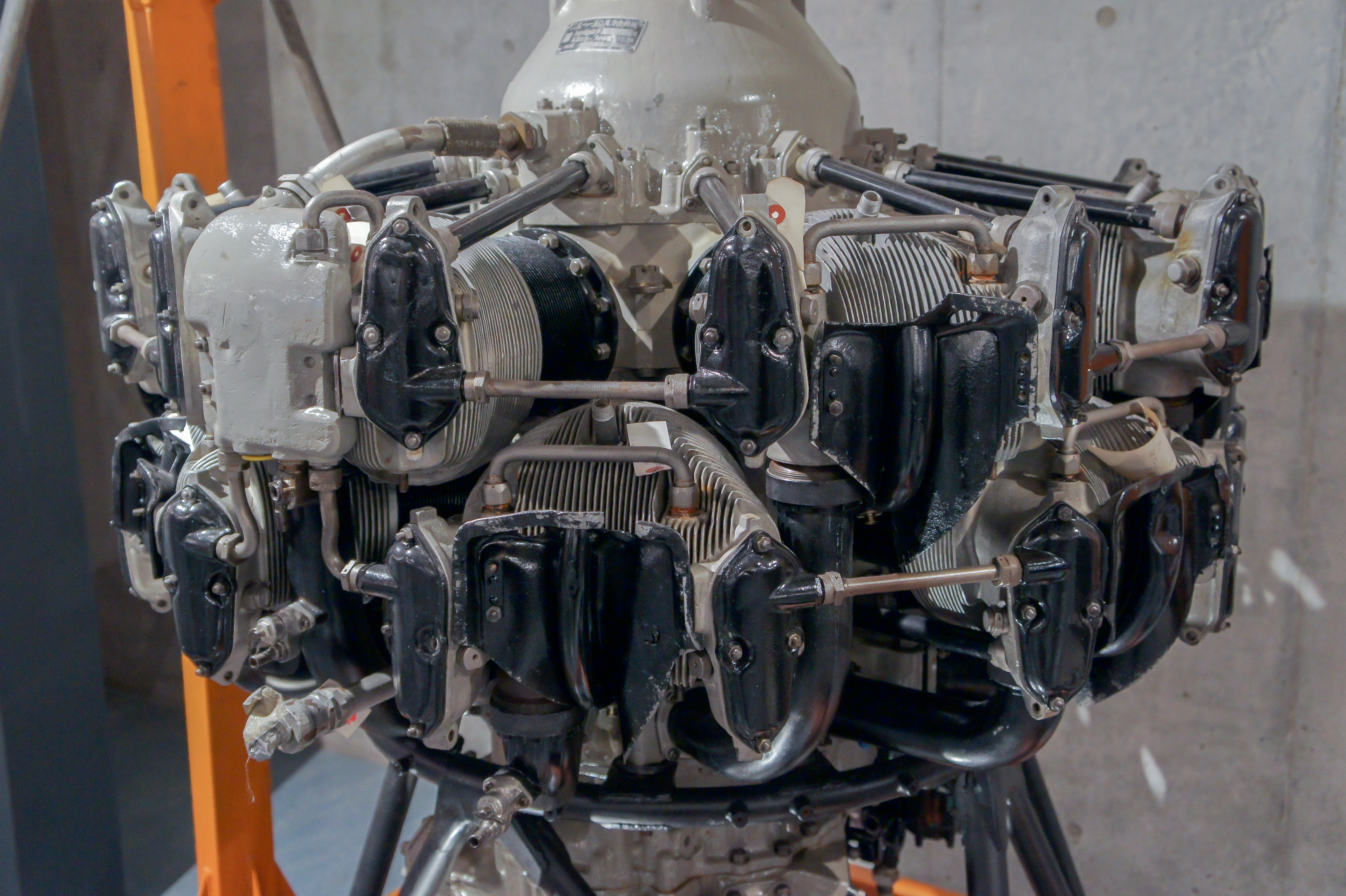
사카에

Ha-115(해군 명칭: 사카에)는 제2차 세계 대전 당시 사용된 일본제국의 14기통 항공기용 엔진이다. 개량형으로 Ha-45(해군 명칭 호마레)가 있으며,
14기통에서 18기통으로 실린더수를 늘린것이다.